# Medåker
Medåker is een plaats in de gemeente Arboga in het landschap Västmanland en de provincie Västmanlands län in Zweden. De plaats heeft 228 inwoners (2005) en een oppervlakte van 52 hectare.